# HD175132
HD175132 — хімічно пекулярна зоря спектрального класу B9, що має видиму зоряну величину в смузі V приблизно  6,3.
Вона  розташована на відстані близько 1221,6 світлових років від Сонця
й наближаться до нас зі швижкістю близько 23км/сек.

## Фізичні характеристики
Зоря HD175132 обертається порівняно повільно навколо своєї осі. Проєкція її екваторіальної швидкості на промінь зору становить  Vsin(i)= 40км/сек.

## Пекулярний хімічний склад
Зоряна атмосфера HD175132 має підвищений вміст Si.

## Магнітне поле
Спектр даної зорі вказує на наявність магнітного поля у її зоряній атмосфері.
Напруженість повздовжної компоненти поля оціненої з аналізу
крил ліній Бальмера становить 1008,0±  79,0 Гаус.